# Danilo (Croatie)
Danilo est une localité de la municipalité de Šibenik, en Croatie.

## Population
En 2001, la localité comptait 417 habitants.

## Archéologie
C'est le site éponyme de la céramique de Danilo, représentative de la culture de Danilo (4900 à 4000 av. J.-C.).